# أبرشيات سانت كيتس ونيفيس
تنقسم فدرالية سانت كيتس ونيفيس (سانت كريستوفر ونيفيس) إلى أربع عشرة أبرشية: تسع منها في سانت كيتس وخمس في نيفيس. وتقع العاصمة باسكتير في أبرشية سانت جورج باستير وجنوب أبرشية سانت بيتر باستير.

أبرشيات ناست كيتس ونيفيس

## قائمة الأبريشيات
| م  | الأبرشية                                            | العاصمة                                | الجزيرة   | المساحة كم 2 | تعداد السكان ( 2001) | الخريطة |
| -- | --------------------------------------------------- | -------------------------------------- | --------- | ------------ | -------------------- | ------- |
| 1  | كنيسة المسيح نيكولا تاون Christ Church Nichola Town | نيكولا Nichola Town                    | سانت كيتس | 18           | 2,059                |         |
| 2  | سانت آن ساندي بوينت Saint Anne Sandy Point          | ساندي بوينت Sandy Point Town           | سانت كيتس | 13           | 3,140                |         |
| 3  | سانت جورج باستير Saint George Basseterre            | باستير Basseterre                      | سانت كيتس | 29           | 13,220               |         |
| 4  | سانت جورج جنجرلاند Saint George Gingerland          | ماركت شوب Market Shop                  | نيفيس     | 18           | 2,568                |         |
| 5  | سانت جيمس ويندوارد Saint James Windward             | نيوكاسل Newcastle                      | نيفيس     | 32           | 1,836                |         |
| 6  | سانت جون كابستير Saint John Capesterre              | ديبي باي Dieppe Bay Town               | سانت كيتس | 25           | 3,181                |         |
| 7  | سانت جون فيغتري Saint John Figtree                  | فيغتري Figtree                         | نيفيس     | 22           | 2,922                |         |
| 8  | سانت ماري كايون Saint Mary Cayon                    | كايون Cayon                            | سانت كيتس | 15           | 3,374                |         |
| 9  | سانت بول كابستير Saint Paul Capisterre              | سانت بول كابستير Saint Paul Capisterre | سانت كيتس | 14           | 2,460                |         |
| 10 | سانت بول تشارلز تاون Saint Paul Charlestown         | تشارلز تاون Charlestown                | نيفيس     | 4            | 1,820                |         |
| 11 | سانت بيتر باستير Saint Peter Basseterre             | مونكي هيل Monkey Hill                  | سانت كيتس | 21           | 3,472                |         |
| 12 | سانت توماس لولاند Saint Thomas Lowland              | كوتن غراوند Cotton Ground              | نيفيس     | 18           | 2,035                |         |
| 13 | سانت توماس ميدل آيلاند Saint Thomas Middle Island   | مدل آيلاند Middle Island               | سانت كيتس | 25           | 2,332                |         |
| 14 | ترينيتي بالميتو بوينت Trinity Palmetto Point        | بالميتو بوينت Palmetto Point           | سانت كيتس | 16           | 1,692                |         |

## وصلات خارجية
الحكومية
- سانت كيتس ونيفيس الموقع الرسمي لخدمة معلومات الدولة
- سانت كيتس ونيفيس موقع الحكومة الرسمي
- برنامج المواطنة بالإستثمار لسانت كيتس ونيفيس
- سانت كيتس ونيفيس الموقع الرسمي لوكالة التسويق للإستثمار
- سانت كيتس ونيفيس اللجنة التنظيمية للخدمات المالية

معلومات عامة
- سانت كيتس ونيفيس من مكتبة كولورادو
- ملف سانت كيتس ونيفيس من بي بي سي نيوز

خرائط
- لشوارع وطبوغرافية الدولة
- الكاريبي أون لاين, خريطة سانت كيتس ونيفيس

سياحية
- سلطة السياحة في نيفيس – موقع رسمي
- سلطة السياحة في سانت كيتس – موقع رسمي
- مهرجان موسيقى سانت كيتس – الموقع الرسمي للمهرجان الموسيقى السنوي